# J. D. Unwin

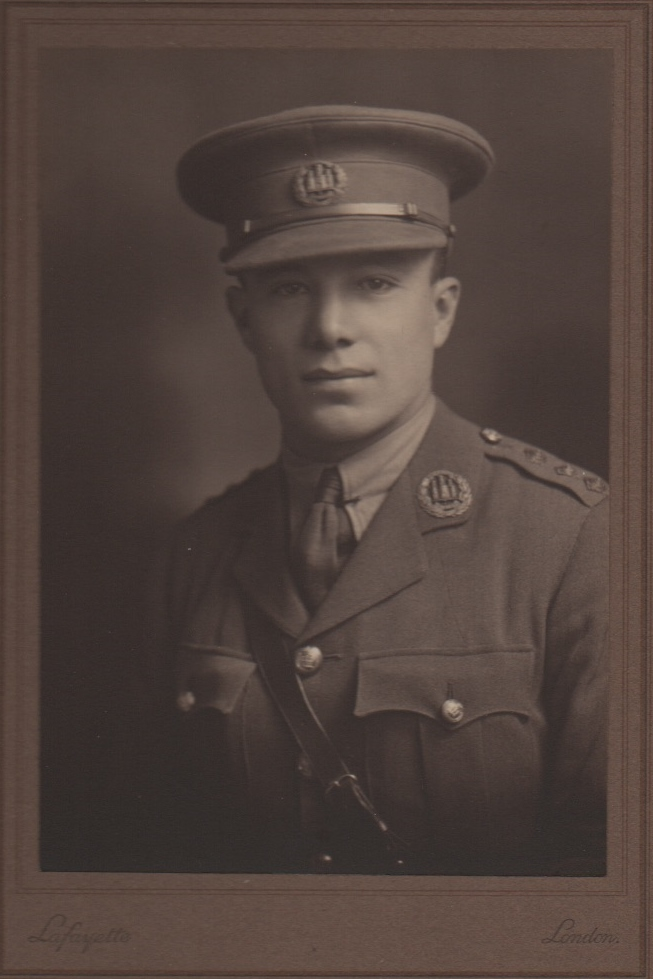
J. D. Unwin, capitano (Northamptonshire Regiment), 1917 circa

Joseph Daniel Unwin (6 dicembre 1895 – agosto 1936) è stato un etnologo e antropologo sociale inglese presso l'Università di Oxford e l'Università di Cambridge.

## Biografia
Unwin nacque il 6 dicembre 1895 a Haverhill, Suffolk. Studiò alla Shewsbury School. La sua iscrizione all'Oriel College di Oxford fu interrotta dallo scoppio della prima guerra mondiale nel 1914. Prestò servizio nel Northamptonshire Regiment e nel Tank Corps, dove fu ferito due volte e gli fu conferita la Military Cross. Dopo la guerra trascorse alcuni anni in Abissinia.
Nel 1933, Unwin conseguì il dottorato di ricerca in antropologia presso Peterhouse, Cambridge. La sua tesi era intitolata "Sexual Regulations and Cultural Behaviour" (in italiano "Regolamentazioni sessuali e comportamento culturale"). Ampliò la sua ricerca nel suo libro del 1934 Sex and Culture.
Unwin condusse inoltre un lavoro di ricerca per il Ministero dell'Interno sulla detenzione dei debitori, pubblicando nel 1935 "Imprisonment for Debt". La sua competenza in materia di condizioni e problemi sociali lo portò alla nomina a capo della Cambridge House, un insediamento sociale nel sud di Londra. Unwin morì nell'agosto del 1936, all'età di 40 anni, in seguito ad un'operazione medica non riuscita.

## Contributi all'antropologia
Nel suo libro Sex and Culture (1934), Unwin studiò 80 tribù primitive e sei civiltà conosciute attraverso 5.000 anni di storia. Egli sosteneva che esisteva una correlazione positiva tra il conseguimento culturale di un popolo e la moderazione sessuale da esso osservata. Aldous Huxley descrisse Sex and Culture come «un'opera della massima importanza» nella sua letteratura.
Secondo Unwin, quando una nazione diventa prospera, diventa sempre più libera per quanto riguarda la moralità sessuale. Cambiando in questo modo, essa perde la sua coesione, il suo slancio e il suo scopo, che lui sostiene essere irrimediabilmente compromesso.
Unwin afferma inoltre: «Anche in passato, la massima energia è stata mostrata solo da quelle società che hanno ridotto al minimo le loro opportunità sessuali con l'adozione della monogamia assoluta [...]. In tutti i casi le donne e i bambini sono stati ridotti al livello di non entità legali, a volte anche al livello di oggetti di proprietà, sempre al livello di semplici appendici del patrimonio maschile. Alla fine furono liberati dai loro svantaggi, ma allo stesso tempo furono ampliate le opportunità sessuali della società. I desideri sessuali potevano essere soddisfatti in modo diretto o perverso [...]. Così l'energia della società diminuì e poi scomparve». Inoltre, osserva: «Nessuna società è ancora riuscita a regolare le relazioni tra i sessi in modo tale da consentire alle opportunità sessuali di rimanere al minimo per un periodo prolungato». E così, tutte le società sono crollate. La sua speranza per il futuro è che, «ponendo i sessi su un piano di completa uguaglianza giuridica, e poi modificando l'organizzazione economica e sociale in modo tale da rendere possibile e tollerabile che l'opportunità sessuale rimanga al minimo per un periodo prolungato», una società possa fiorire. Tuttavia, non offre alcun dato a sostegno della sua speranza.

## Pubblicazioni
- Sexual Regulations and Human Behaviour. London: Williams & Norgate, 1933.
- Sex and Culture. London: Oxford University Press, 1934.
- The Scandal of Imprisonment for Debt. London: Simpkin Marshall, 1935.
- Sexual Regulations and Cultural Behaviour. London: Oxford University Press, 1935.
- Sex Compatibility in Marriage. New York: Rensselaer, 1939.
- Hopousia: Or, The Sexual and Economic Foundations of a New Society, with an introduction by Aldous Huxley. New York: Oskar Piest, 1940.
  - Our Economic Problems and Their Solution (An Extract from "Hopousia.") London: George Allen & Unwin, Ltd., 1944.

### Selezioni di articoli
- "Monogamy as a Condition of Social Energy," The Hibbert Journal, Vol. XXV, 1927.
- "The Classificatory System of Relationship," Man, Vol. XXIX, Sep., 1929.
- "Kinship," Man, Vol. XXX, Apr., 1930.
- "Reply to Dr. Morant's 'Cultural Anthropology and Statistics'," Man, Vol. XXXV, Mar., 1935.

### Altro
- Dark Rapture: The Sex-life of the African Negro, with an Introduction by J. D. Unwin. New York: Walden Publication, 1939.